# Mollisia cinerea

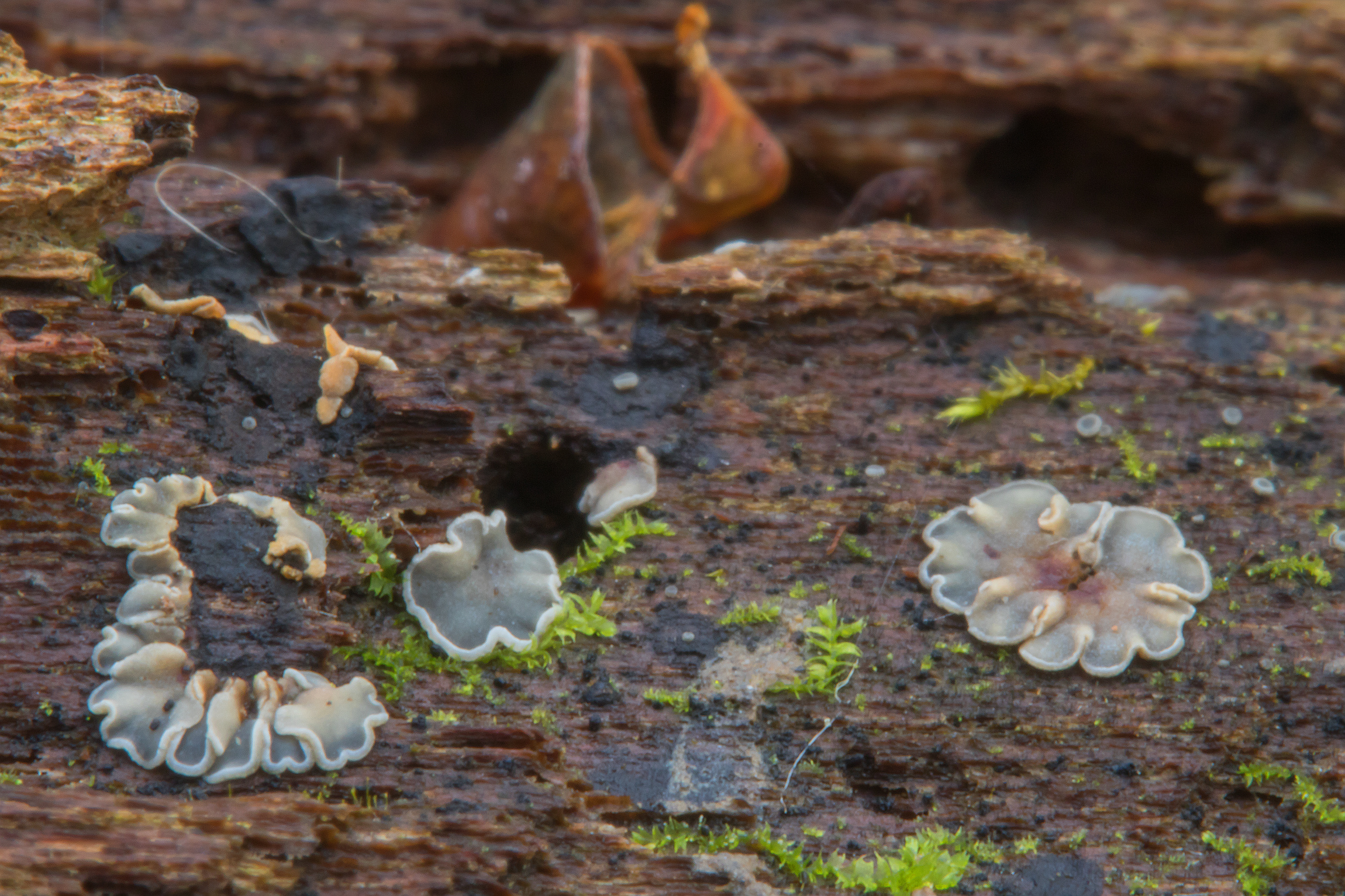

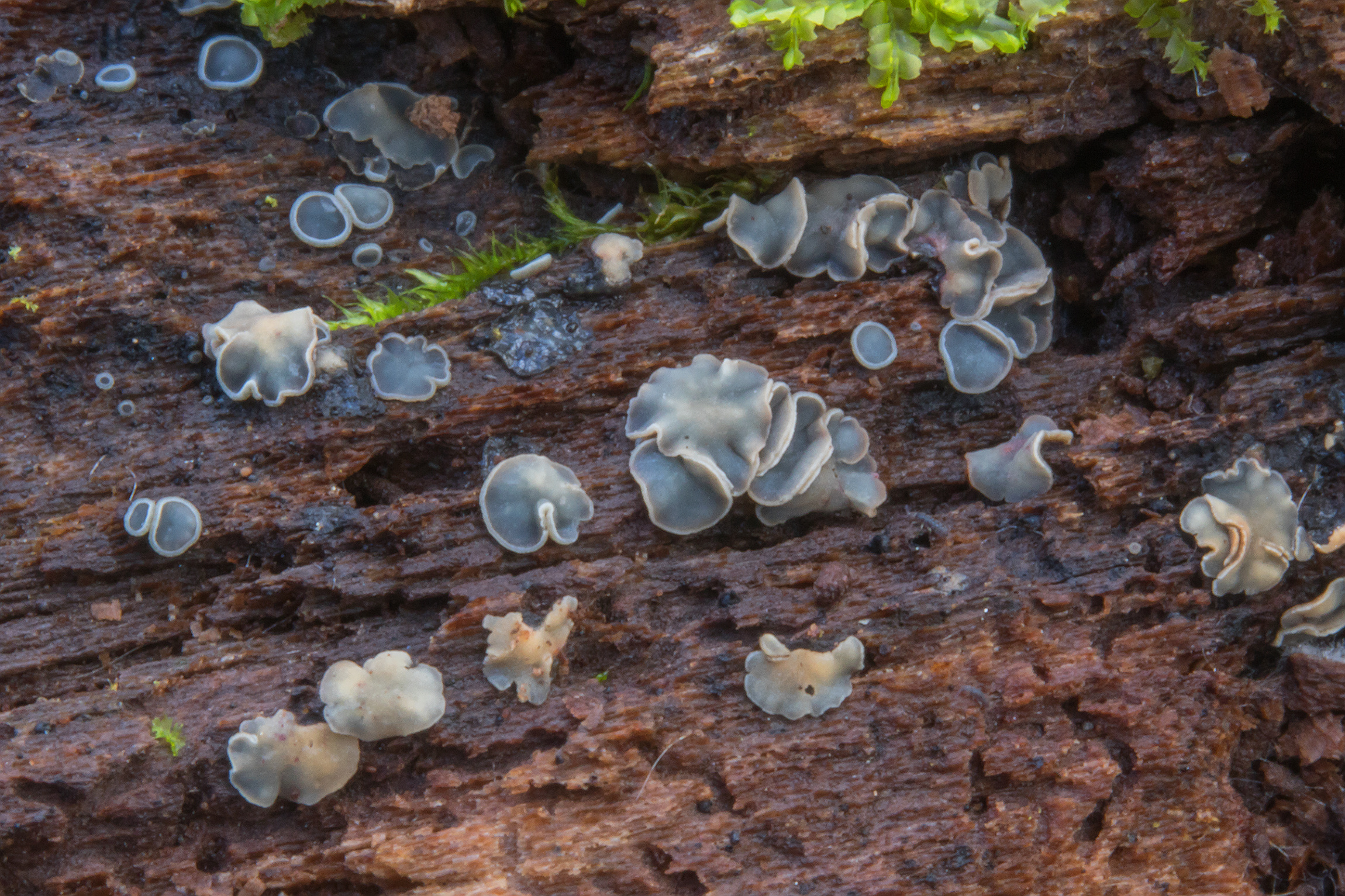

Mollisia cinerea (Batsch) P. Karst. – gatunek grzybów z rodziny Mollisiaceae z rzędu tocznikowce (Helotiales).

## Systematyka i nazewnictwo
Pozycja w klasyfikacji według Index Fungorum: Mollisia, Mollisiaceae, Helotiales, Leotiomycetidae, Leotiomycetes, Pezizomycotina, Ascomycota, Fungi.
Po raz pierwszy takson ten zdiagnozował w 1786 roku August Johann Georg Karl Batsch nadając mu nazwę Peziza cinerea. Obecną, uznaną przez Index Fungorum nazwę, nadał mu w 1871 r. Petter Adolf Karsten przenosząc go do rodzaju Mollisia.
Gatunek typowy dla rodzaju Mollisia.
Synonimów nazwy naukowej ma ponad 60. Niektóre z nich:

- Peziza cinerea Batsch 1786
- Octospora cinerea (Batsch) Gray 1821
- Niptera cinerea (Batsch) Fuckel 1870
- Peziza grisea Batsch 1783
- Peziza viridis Bull. 1788
- Octospora pallida Schrank 1789
- Peziza alni Schumach. 1803

## Morfologia
Owocnik
W początkowym stadium rozwoju owocnik ma kształt miseczki (apotecjum) przylegającej do podłoża, jednak z wiekiem rozrasta się nieregularnie, tworząc płaskie twory z pofałdowanym i uniesionym nieco brzegiem. Szerokość apotecjum 0,5–3 mm. Ma ono pofalowaną powierzchnię i barwę od jasnoszarej do brązowej, z czasem staje się prawie czarna; brzeg u młodych owocników często białawy. Spód szarawy do brązowawego, pokryty drobnym puchem.
Cechy mikroskopowe
Miąższ nie przebarwia się na żółto pod wpływem KOH. Komórki podstawowe są kuliste i brązowe. Worki (45)47–(70)73 × 5–6(7) µm. Parafizy cylindryczne, nitkowate, o szerokości 2–3(5) µm. Zarodniki cylindryczne 1 (-2) mają wymiary 6–12 × 1,5–2,5 µm, z porami amyloidalnymi.

## Występowanie i siedlisko
Gatunek szeroko rozpowszechniony – występuje na wszystkich kontynentach poza Antarktydą (a także na wielu wyspach). Rozkłada martwe drewno (saprotrof) drzew liściastych, szczególnie dębu (Quercus sp.) i buka (Fagus sp.). Owocniki mogą się pojawiać przez cały rok, zazwyczaj w grupach liczących nawet kilkaset owocników.
Gatunki z rodzaju Mollisia są powszechnymi saprofitami na martwej naziemnej tkance roślinnej, jednak przeprowadzone badania pokazały, że Mollisia cinerea występuje również endofitycznie w tkankach nadziemnych różnych żywicieli (np.: świerka pospolitego (Picea abies), jodły pospolitej (Abies alba), brzozy brodawkowatej (Betula pendula) czy dębu szypułkowego (Quercus robur)). Obserwacje Erharda Halmschlagera i Tadeusza Kowalskiego ujawniły także, że takie endofityczne i saprotroficzne zachowanie Mollisia cinerea występuje również w korzeniach dębów (szypułkowego i bezszypułkowego).
Mimo swoich niewielkich rozmiarów na Mollisia cinerea znajdowano jeszcze mniejszego grzyba – Sebacina fungicola.